# Moukhou Aliev
Pour les articles homonymes, voir Aliev (homonymie).
Moukhou Guimbatovitch Aliev (en russe : Муху Гимбатович Алиев), né le 6 août 1940 à Tanoussi, est un homme politique de la fédération de Russie. Il est président de la république du Daghestan de 2006 à 2010.

## Biographie
Moukhou Aliev naît à Tanoussi, dans le raïon de Khounzakh, alors en république socialiste soviétique autonome du Daghestan, dans une famille appartenant à l'ethnie avar. Aliev sort diplômé en philosophie de l'université d'État du Daghestan en 1962 et devient directeur d'école.
Il suit une carrière dans l'appareil du Parti communiste du Daghestan. Entre 1964 et 1966, Aliev est secrétaire général du Komsomol de la RSSA du Daghestan. En 1969, il devient premier secrétaire du Komsomol de Makhatchkala et premier secrétaire du soviet du comité de district du PCUS de Makhatchkala trois ans plus tard. Entre 1990 et 1991, il est premier secrétaire du comité régional du Parti communiste au Daghestan.
De 1991 à 2006, Aliev est président de l’Assemblée populaire du Daghestan. Après la démission inattendue du président Magomedali Magomedov (en) le 19 février 2006, Aliev est alors nommé au poste de président de la république par le président de la fédération de Russie Vladimir Poutine et confirmé par l’Assemblée populaire du Daghestan le lendemain pour un mandat de quatre ans.